# علاء عبد الخالق
علاء عبد الخالق (22 فبراير 1958 - 4 يوليو 2023) مطرب مصري. 

## سيرته
درس الموسيقى في معهد الموسيقى العربية وتخصص في العزف على الناي، بدأ حياته الفنية في فرقة الأصدقاء مع زملاء الدراسة: منى عبد الغني، والمطربة حنان، وذلك بمشاركتهم للموسيقار عمار الشريعي، وأطلقوا عليها فرقة الأصدقاء في عام 1980، واستمرت تلك الفرقة، ثم التقى بحميد الشاعري الذي ساعده في توزيع وإصدار أول البوم له وهو مرسال وذلك في عام 1985، وشاركه حميد الشاعري في أداء أغنية بحبك كون في نفس الألبوم، ثم أصدر ألبوم وياكي في عام 1987، ثم ألبوم علشانك عام 1989 ثم ألبوم راجعلك 1990، وألبوم هتعرفيني عام 1991، وألبوم اتغيرتي عام 1992، وألبوم مكتوب عام 1993، وألبوم لازم عام 1995، وألبوم طيارة ورق عام 1997، وألبوم الحلم عام 1998، وألبوم الليلة عام 2000، وألبوم عين بعين عام 2002.
انقطع عن الغناء فترة استمرت ست سنوات، ثم عاد مرةً أخرى في ألبوم «حب مش عادي» وهو ألبوم خاص بمنتديات الإنترنت فقط ولم يصدر بالأسواق، ثم ظهر مشاركاً تامر حسني في أغنيته «رسمي فهمي نظمي» (لولا الهوى). شارك في دويتّوهات وأغانٍ منفردة كثيرة في عدة ألبومات مثل نجوم الشرق بجميع أجزائه، وجميع أجزاء لقاء النجوم وهاي كواليتي (الجزء الخامس فقط سنة 1996) وميجا ستار وغيرها. ثم أصدر أغنية «يا مصر وقفنا في ميدانك»، مع حميد الشاعري تأييداً لثورة 25 يناير.

## وفاته
توفي علاء عبد الخالق في 4 يوليو 2023 عن عمر ناهز الخامسة والستين.

## وصلات خارجية
- علاء عبد الخالق على موقع الدهليز
- علاء عبد الخالق على موقع قاعدة بيانات الأفلام العربية
- علاء عبد الخالق على موقع ميوزك برينز (الإنجليزية)

دارى رموشك عنى ودارى
دارى دارى
ليه بتحبى تزيدى في نارى
نارى نارى
قلبى مسلم ليكى عاشق من اولها
مش محتاجه عنيكى تكوينى بجمالها
وارجع تانى واقولك قلبى في حبك دارى
عاشق عمره في ضلك راسم عينك دارى
ودارى رموشك عنى ودارى
دارى دارى
ليه بتحبى تزيدى في نارى
نارى نارى
لو فكرت اخبى عينى تبوح بهوايا
وارجع تانى واقولك قلبى في حبك دارى
عاشق عمره فىضلك راسم عينك دارى
ودارى رموشك
مطرح ما تودينى السكه وايامى
حبك بيرسيني وينادي احلامى
وارجع تانى داري